# ألفارو دي نافيا أوسوريو
ألفارو خوسيه أوسوريو و فيجيل دي لا رووا Álvaro José de Navia-Osorio y Vigil de la Rúa1 (بويرتو دي فيغا، 19 ديسمبر 1684 - وهران، 21 نوفمبر 1732) كان رجل نبيل وعسكري إسباني، ماركيز الثالث لسانتا كروز دي مارسينادو، الثالث فيسكونت بويرتو، اللورد من Casa de Celles و Torre de Vigil.

## تاريخ
ابن خاسينتا فيجيل دي لا روا وخوان أ. دي نافيا-أوسوريو وأرجويليس دي سيليس. في عام 1701 تزوج من فرانسيسكا دي نافيا مونتينيغرو ولانتويرا (من منزل مركيز فيريرا)، صاحب عقارات ما يسمى كاسا ديل كامبو دي كاستروبول، وهو منزل أصبح منذ ذلك الحين قصرًا للماركيز وفي أن حاملي المركيز المتعاقبين ولدوا طوال القرن الثامن عشر، ومن بينهم ابنه وخليفته خوان ألونسو دي نافيا-أوسوريو أي نافيا.
شارك في حرب الخلافة الإسبانية وأنشأ فوج أستورياس، والذي لا يزال موجودًا حتى اليوم. قامت بمهام دبلوماسية في مؤتمري سواسون وتورينو بعد هذه الحرب.
كان مؤلف أطروحة تأملات عسكرية، والمعترف بها عالميًا على أنها عمل أساسي لعلوم الحرب، وكتاب بجانب السرير للاستراتيجيين العسكريين العظماء مثل نابليون بونابرت أو خوسيه دي سان مارتين. يقال أن Federico de Prusia اتبع نصيحة التأملات العسكرية: في مناسبة معينة أراد فيها سفير إسباني معرفة تكتيكاته، أخبره أن يقرأ ماركيز سانتا كروز، وحتى لا يشعر السفير أنه قد اتخذ خطوة غير مجدية، فقد منحه نتيجة مسيرة غرينادير التي أصبحت بمرور الوقت النشيد الوطني لإسبانيا.
كان أيضًا مؤلفًا لكتاب اقتصادي رابسودي، وبدأ في تجميع البيانات لإنشاء موسوعة عالمية، قبل موسوعة ديدرو ودالمبرت المعروفة ؛ ومع ذلك، فقد توقفت وظائفهم بسبب تكليفاتهم العسكرية.
في عام 1732 شارك في فتح وهران، التي خسرها العثمانيون عام 1708، أثناء حرب الخلافة، وتوفي دفاعًا عن تلك الساحة في 21 نوفمبر من ذلك العام 
حاليًا، يمنح المركز الأعلى لدراسات الدفاع الوطني (CESEDEN) جائزة كل سنتين مخصصة للتاريخ العسكري تحمل اسمه. تم اختياره من قبل الأكاديمية الملكية للتاريخ كواحد من الخمسمائة الأكثر صلة بالإسبان في التاريخ، بمناسبة إعداد قاموس السيرة الذاتية الإسباني في عام 2005.